# Vassilis N. Triandafilidis
Vassilis N. Triandafilidis, även känd som Harry Klynn, född 7 maj 1940 i Thessaloniki, död 21 maj 2018 i Thessaloniki, var en grekisk skådespelare, komiker och manusförfattare. 
Han var gift med Hariklia och har tillsammans barnen Nikos, Apostolos och Kiriaki samt barnbarnet Hariklaki.

## Filmroller
- 1960 - Sighisi
- 1962 - The Greek Wedding
- 1963 - 201 Canaries
- 1982 - Alaloum
- 1983 - Made in Greece
- 1984 - Is Mnimin
- 1993 - Ginekes Dilitirio
- 1994 - Volta sta Sinnefa
- 1995 - Radio Moscow